# PWI Independent Wrestler of the Year
Le PWI Independent Wrestler of the Year Award est remis chaque année depuis 2020 par le magazine de catch Pro Wrestling Illustrated, reconnaissant le meilleur catcheur indépendant de l'année selon les lecteurs.

## Palmarès
| Année | Vainqueur     | Second           | Troisième        | Quatrième        |
| ----- | ------------- | ---------------- | ---------------- | ---------------- |
| 2020  | WARHORSE (en) | Nick Gage        | AJ Gray          | Chris Dickinson  |
| 2021  | Nick Gage     | Trish Adora (en) | Tony Deppen (en) | EFFY             |
| 2022  | Matt Cardona  | Allie Katch      | Trish Adora (en) | Giuseppe Gambini |
| 2023  | Matt Cardona  | -                | -                | -                |